# Filótimo
Filótimo (también escrito filotimo ; en griego φιλότιμο ) es un sustantivo griego que se tarduce literalmente a " amor al honor". Sin embargo, philotimo es difícil de traducir ya que describe un conjunto complejo de virtudes . 

## Usos en la antigüedad
La palabra se utiliza desde los primeros escritos, a veces en una mala connotación; la República de Platón utiliza philotimon ( φιλότιμον) irónicamente: "codiciosos del honor";  otros escritores usan philotimeomai ( φιλοτιμέομαι ) en el sentido de "prodigar".  Sin embargo, usos posteriores desarrollan la palabra en sus sentidos más nobles. A principios de la era cristiana, la palabra tenía implicaciones firmemente positivas y su uso en la Biblia probablemente consolidó su uso en la cultura griega moderna.
La palabra philotimon se utiliza ampliamente en la literatura del período helenístico .

## Usos bíblicos
La palabra aparece tres veces en el texto de las cartas escritas por el apóstol Pablo . Pablo hablaba griego con fluidez y sus escritos demuestran que tenía un buen conocimiento de la literatura helénica . Sus cartas fueron escritas originalmente en griego y por lo tanto la elección de la palabra fue deliberada y la elección sofisticada de un hombre culto.
1. En Romanos Romans 15:20 lo convierte en su philotimo (usa el verbo φιλοτιμέομαι, [ philotiméome ] [4] ) el predicar la buena nueva del Evangelio a personas que no lo han oído.
2. En 2 Corintios 2 Corinthians 5:9 lo usa para describir su “labor” en el sentido del trabajo y los esfuerzos de su vida.
3. En 1 Tesalonicenses 1 Thessalonians 4:11 lo usa para describir el tipo de ambición que los creyentes deben tener para conducir sus vidas con philotimo : vidas irreprochables, bien considerados por su comunidad por su bondad.

Es una palabra difícil de traducir al español y se traduce de distintas maneras según la traducción de la Biblia . Las alternativas válidas incluyen: ambición, esforzarse seriamente, aspirar, esforzarse con afán, desear muy fuertemente o estudiar .  En cada caso, Pablo está transmitiendo un deseo de hacer algo bueno y su elección de palabras da a esta búsqueda honorable un énfasis adicional.

## Usos modernos
Philotimo sigue siendo usado a día de hoy, en términos generales significa honorar las responsabilidades y deberes de uno mismo, y no dejar que el honor, la dignidad, o el orgullo de alguien lo reprima.